# Attila (opera)
Az Attila Giuseppe Verdi egy háromfelvonásos operája. Szövegkönyvének megírását Francesco Maria Piave kezdte el Zacharias Werner Attila, König der Hunnen drámája alapján. Miután a zeneszerző elégedetlen volt Piave munkájával, a librettó befejezését Temistocle Solerára bízta. Ősbemutatójára 1846. március 17-én került sor a velencei La Fenice operaházban. Magyarországon először 1972. július 7-én mutatták be a Margitszigeti Szabadtéri Színpadon.

## Szereplők
| Szereplő                                                | Hangfekvés |
| ------------------------------------------------------- | ---------- |
| Attila, hunok királya                                   | basszus    |
| Uldino, Attila rabszolgája                              | tenor      |
| Odabella, Aquileia urának leánya                        | szoprán    |
| Ezio (Aëtius) római tábornok                            | bariton    |
| Foresto, aquileiai lovag                                | tenor      |
| I. Leó pápa                                             | basszus    |
| Hunok; aquileiai lakosok; római katonák; római lakosság |            |

## Cselekmény
Helyszín: Aquileia, Róma
Idő: 5. század közepe

### Prológus
Első jelenet
Főtér Aquileiában
Attila hun király a katonáival együtt bevonul a meghódított városba. A foglyul ejtett amazonok között feltűnik neki Odabella, a meggyilkolt herceg lánya. Megérkezik Ezio (Aëtius) római hadvezér és császári nagykövet. Javaslatát, hogy Attila uralkodjék a római világbirodalmon, de Itália maradjon az itáliai császáré, a hun király visszautasítja.
Második jelenet
Rio Alta az Adria lagúnáiban
Az aquileiai menekültek a lagúnákban lelnek menedékre. Vezetőjük Foresto aggódik szerelme, Odabella sorsa miatt.

### Első felvonás
Első jelenet
Erdő Attila tábora mellett, Róma közelében
Odabella csatlakozott Attila seregéhez, így próbálja megbosszulni apját és halottnak vélt szerelmét, Forestót. Éjszakai kóborlása során találkozik Forestóval, aki árulónak bélyegzi. Odabella azonban meggyőzi őt, hogy a bibliai Judithoz hasonlóan meg fogja szabadítani népét.
Második jelenet
Attila sátra
Attilát egy álom gyötri, hogy ne vezesse hadait Róma ellen.
Harmadik jelenet
Attila tábora
A hun király nem hagyja magát megfélemlíteni: összehívja csapatait és parancsot ad a támadásra. Szembejön vele a római követek csoportja, élükön Leó pápával, akiben Attila felismeri álmainak emberét. A hunokat elfogja a rémület.

### Második felvonás
Első jelenet
Ezio tábora Róma közelében
Valentinianus császár békét akar kötni Attilával és hazarendeli hadvezérét Eziót, aki azonban nem engedelmeskedik, hanem Róma egykori dicsőségét szem előtt tartva Forestóval szövetkezik, aki Attilát meg akarja ölni.
Második jelenet
Attila tábora
A hun király lakomát rendez a fegyverszünet megkötésének megünneplésére. Odabella megakadályozza a Foresto által kitervelt gyilkosságot, mert saját bosszúját akarja véghezvinni. Figyelmezteti Attilát, hogy poharában méreg van és kijelenti, hogy ő maga fogja megbüntetni Forestót. Ezzel megmenti szerelmét a király haragjától. A meghatott király megkéri Odabella kezét.

### Harmadik felvonás
Erdő a hun tábor közelében
Foresto és Ezio a támadásra készül. Forestót a harag és féltékenység sarkallja, mert azt hiszi Odabella elárulja őt. A lány elmenekült Attila táborából és ártatlanságát bizonygatja. Odabellát keresve Attila csapdába esik, Foresto le akarja szúrni, de Odabella megelőzi és megöli a hun királyt, ezzel beteljesedik fogadalma: mint a bibliai Judit, megmentette népét.

## Híres áriák, zeneművek
- Urli, rapine - kórus (prológus)
- Santo di patria indefinito amor - Odabella áriája (prológus)
- Vanitosi! Che abbietti e dormienti - Ezio és Attila duettje (prológus)
- Ella in poter del barbaro - Foresto áriája (prológus)
- Oh nel fuggente nuvolo- Odabella románca (első felvonás)
- Oh, t'inebria nell'amplesso - Odabella és Foresto duettje (első felvonás)
- Mentre gonfiarsi l'anima - Attila áriája (második felvonás)
- Dagli immortali vertici - Ezio áriája (második felvonás)
- Che non avrebbe il misero - Foresto áriája (harmadik felvonás)
- Te sol, te sol quell'anima - Odabella, Foresto és Ezio tercettje (harmadik felvonás)
- Tu, rea donna - Attila, Odabella, Foresto és Ezio négyese (harmadik felvonás)

## Diszkográfia
- Jevgenyij Jevgenyejevics Nyesztyerenko (Attila), Sass Sylvia (Odabella), B. Nagy János (Foresto) stb.; Magyar Rádió Énekkara, Magyar Áll. Hangversenyzenekar, vez. Lamberto Gardelli Hungaroton HCD 12934–35
- Samuel Ramey (Attila), Cheryl Studer (Odabella), Neil Shicoff (Foresto) stb.; La Scala Ének- és Zenekara, vez. Riccardo Muti (1989) EMI CDS 7 49952 2